# Гірничорудна промисловість
Гірничорудна промисловість — комплекс галузей промисловості, що займаються видобутком і збагаченням різних видів рудної сировини:
- Залізних руд
- Марганцевих руд
- Хромових руд
- Титанових руд
- Руд кольорових металів
- Руд рідкісноземельних металів тощо.

Збагачення включає процеси відділення корисних компонентів від порожньої породи, розділення різних корисних компонентів при комплексному характері розроблюваного родовища, гідрометалургійну і хімічну переробки руд, в результаті яких виходять концентрати, що йдуть в плавку, і відвали.